# Georg Düssel
Georg Wilhelm Hubert Appolinaris Düssel (* 8. Oktober 1849 in Köln; † 2. Juli 1907 ebenda) war ein deutscher Architekt. 

## Leben und Bauten
Georg Düssel war ein Sohn des Optikers und Glasers Josef Ferdinand Düssel und seiner Ehefrau Agnes, geb. Lempertz. Er besuchte die Elementar-Knabenschule der Pfarre St. Maria Himmelfahrt und St. Andreas. Düssel studierte von 1863 bis 1865 an der Provinzial-Gewerbeschule in Köln und absolvierte dann eine Ausbildung bei Isaak Auerbach. Gleichzeitig absolvierte er eine Maurerlehre, die er 1866 als Geselle abschloss. Um dem Militärdienst zu entgehen, bewarb er sich 1867 an der Königlichen Gewerbe-Akademie in Berlin, trat dort aber niemals sein Studium an. Stattdessen wurde er Baueleve bei Hermann Otto Pflaume, nachdem er von Auerbach am 2. November 1868 ein gutes Zeugnis erhalten hatte. Später war er kurzfristig Bauamtsassistent bei der Stadt Köln, ehe er sich als selbstständiger Architekt niederließ. 
Düssel schuf zahlreiche Villen, Mehrfamilienhäuser sowie Wohn- und Geschäftshäuser. Das Domhotel in Köln, 1885/86 zusammen mit Heinrich Siegert errichtet, war sein bekanntestes Bauwerk. Der wilhelminische Bau mit seinen 66 Gästezimmern existierte aber nur vier Jahre lang und musste dann dem neuen Domhotel weichen. Hintergrund dieser kurzen Lebenszeit des Baus war die Tatsache, dass das mehrfach erweiterte Hotel eigentlich an der Stelle, an der Düssel seinen Bau errichtete, zu diesem Zeitpunkt schon gar nicht mehr stehen sollte: Der alte „Gasthof zum Dom“ wurde aufgrund des Weiterbaus des Kölner Doms, der eine Touristenattraktion darstellte, ab der Mitte des 19. Jahrhunderts immer weiter ausgebaut. Unter anderem sollte, unter der Regie Düssels, 1885 der Speisesaal vergrößert werden, was aber wegen falscher statischer Berechnungen zum Einsturz des Mittelteils des Hotels führte. Eigentlich sollte danach nach den Wünschen des Zentralen Dombauvereins das gesamte Hotel ein Stück nach hinten verlegt werden. Da aber die Lotterien, mit deren Erlös diese Verlegung finanziert werden sollten, nicht rechtzeitig genehmigt wurden, erhielt Düssel den Auftrag, ein neues Hotel an der alten Stelle zu bauen. Kaum stand Düssels Hotelbau, wurden die Lotterien aber 1887 doch noch genehmigt. Ab 1890 wurde ein neues Domhotel errichtet, das Düssels Domhotel ersetzte.
Unter Denkmalschutz steht das Haus Adenauerallee 113 in Bonn, das Düssel in den 1860er Jahren für C. Becker entwarf. Es wurde 1958/59 zum Gemeindehaus der Synagogengemeinde umgebaut.
Düssel starb 1907 im Alter von 57 Jahren. Die Familiengrabstätte befindet sich auf dem Kölner Melaten-Friedhof.